# Anosia transfuga
Anosia transfuga är en fjärilsart som beskrevs av Hans Fruhstorfer 1907. Anosia transfuga ingår i släktet Anosia och familjen praktfjärilar. Inga underarter finns listade i Catalogue of Life.